# David Olsen
David Ignatius Sivert „Dâverssuaĸ“ Olsen (* 5. Juni 1870 in Sarfannguit; † 8. September 1944 in Sisimiut) war ein grönländischer Kaufmann und Landesrat.

## Leben
David Olsen war der Sohn von Holger Hans Peder Ezechiel Olsen und Eunike Maren Eleonora Kleist. Sein jüngerer Bruder war der Landesrat Marius Olsen (1880–1948). Er heiratete am 6. Oktober 1889 in Sisimiut Ane Maria Kleist (1870–?).
Er war Jäger und Fischer sowie Udstedsverwalter von Sarfannguit. Er war der erste Grönländer in Besitz eines Motorboots und ein Pionier der Dorsch- und Lachsfischerei im Land. Er saß im Gemeinderat, war 1921 Mitglied der Grønlandskommission und saß von 1923 bis 1926 im südgrönländischen Landesrat. Er war Dannebrogsmand und wurde vom Grønlandsfond ausgezeichnet. Er setzte sich für die Schaffung der Lokalzeitung Piniartoĸ von Jørgen C. F. Olsen ein, aber starb kurz vor der ersten Ausgabe 1944 im Alter von 74 Jahren.